# Meneclide
Meneclide o Meneclida (Tebe, fine V secolo a.C. – dopo il 368 a.C.) è stato un politico e oratore greco antico, noto per aver calunniato Epaminonda, suo avversario nell'amministrazione della città.

## Biografia
Meneclide, nel 379 a.C. fu uno di coloro che aiutò Pelopida ad abbattere il governo oligarchico imposto da Sparta. In seguito, però, sentendosi eclissato da Pelopida stesso e da Epaminonda, cercò in ogni modo di screditarli presso i loro concittadini.
Meneclide accusò i due beotarchi di aver detenuto il comando oltre il tempo regolamentare durante la campagna del 369 a.C. e, grazie alla sua abilità di oratore, dopo molti sforzi riuscì a non far rieleggere alla carica Epaminonda nel 368 a.C..
Contro Pelopida, invece, inizialmente non riuscì ad ottenere risultati; in seguito, però, il suo tentativo di adombrarne i meriti, ingigantendo quelli di Caronte (che aveva vinto una piccola di cavalleria durante la battaglia di Leuttra), riuscì: Meneclida riuscì a far approvare un decreto riguardante la commemorazione dell'episodio, che fu rappresentato in un'immagine esposta in uno dei templi della città; Epaminonda, che si era opposto sostenendo che il merito della vittoria spettava allo stato e non ai singoli, fu multato.